# Dimitrios Anastasopoulos
Dimitrios Anastasopoulos (griechisch Δημήτρης Αναστασόπουλος; * 11. April 1990 in Athen, Griechenland) ist ein griechischer Fußballspieler.

## Laufbahn
Anastasopoulos wechselte 2008 aus der Jugend von Athinaikos Athen für 15.000 Euro zum Erstligisten Panionios Athen, für den er in vier Jahren 37 Spiele machte. Anschließend wechselte er in die zweite griechische Liga zu AO Kavala, den er aber nach nur einem halben Jahr (18 Spiele, ein Tor) wieder in Richtung Super League verließ. Er wechselte im Januar 2013 zum elfmaligen Meister AEK Athen, wo er sich aber nicht durchsetzen konnte.
Im Sommer 2013 wechselte Anastasopoulos ablösefrei zum Drittligisten SSV Jahn Regensburg. Er unterschrieb einen Ein-Jahres-Vertrag plus Option für ein weiteres Jahr, nachdem er zuvor im Probetraining überzeugte. Doch nach nur acht Spielen ging er in der Winterpause zurück in seine Heimat und schloss sich Anagennisi Karditsa an. Nach einer vereinslosen Zeit und etlichen Stationen zwischen 2014 und 2018 in unterklassigen Vereine wie AS Sourmena, CS Mont-Royal Outremont und Charavgiakos Ilioupolis, AO Psiloritis ist Anastasopoulos seit Juni 2019 beim Charavgiakos Ilioupolis aktiv.
In der Jugend lief Anastasopoulos 2006 fünf Mal als Kapitän der griechischen U-17-Nationalmannschaft auf.